# Eleições estaduais em Mato Grosso do Sul em 1982
As eleições estaduais em Mato Grosso do Sul em 1982 ocorreram em 15 de novembro assim como as eleições em 23 estados e nos territórios federais do Amapá e Roraima. Foram eleitos o governador Wilson Martins, o vice-governador Ramez Tebet e o senador Marcelo Miranda, além de oito deputados federais e vinte e quatro deputados estaduais. Nesse pleito foram adotados o voto vinculado, a proibição de coligações e a sublegenda, num evento onde os sul-mato-grossenses radicados no Distrito Federal tiveram os votos remetidos para seu estado de origem através de urnas especiais.
Wilson Martins é um advogado nascido em Campo Grande e diplomado pela Universidade de São Paulo em 1939. Secretário-geral da prefeitura de sua cidade natal e estreou na política pela UDN antes da divisão de Mato Grosso ao ser eleito suplente do senador João Vilas Boas em 1954. Eleito prefeito de Campo Grande em 1958 e deputado federal em 1962 e 1966, filiou-se ao MDB e fez oposição ao Regime Militar de 1964 até ser cassado em 1969 pelo Ato Institucional Número Cinco e ter os direitos políticos suspensos durante dez anos. Após recuperá-los foi eleito o primeiro presidente da seccional da Ordem dos Advogados do Brasil de Mato Grosso do Sul após a criação do novo estado e depois ingressou no PMDB, sendo eleito governador do mesmo em 1982.
Advogado nascido em Três Lagoas, Ramez Tebet formou-se pela Universidade Federal do Rio de Janeiro em 1959. Promotor de justiça entre 1961 e 1964 e depois professor da Universidade Federal de Mato Grosso, foi prefeito biônico de sua cidade natal durante o governo José Garcia Neto, quando a mesma ainda pertencia a Mato Grosso. Elegeu-se deputado estadual por Mato Grosso do Sul via ARENA em 1978, no entanto licenciou-se para assumir a Secretaria de Justiça no primeiro governo Marcelo Miranda, a quem seguiu rumo ao PMDB. Eleito vice-governador de Mato Grosso do Sul em 1982, assumiu o Poder Executivo quando Wilson Martins renunciou para buscar um mandato de senador em 1986.
Agropecuarista e professor nascido em Uberaba, Marcelo Miranda lecionou Química no Colégio Triângulo Mineiro de Uberaba e no curso vestibular da Escola de Engenharia do Triângulo Mineiro entre 1961 e 1963. Formado em Engenharia Civil na Faculdade de Engenharia de Uberaba, trabalhou nas Centrais Elétricas de Urubupungá, na Usina Hidrelétrica de Jupiá e presidiu as Centrais Elétricas Matogrossenses no governo Pedro Pedrossian. Diretor-geral do DER no governo de José Fragelli, foi mandado para Três Lagoas e depois Campo Grande, onde foi eleito prefeito em 1976 numa sublegenda da ARENA pouco antes da criação de Mato Grosso do Sul. Devido a exoneração do governador Harry Amorim, o presidente João Figueiredo nomeou Marcelo Miranda Soares para o cargo até substituí-lo por Pedro Pedrossian e após tal fato, Miranda trocou o PDS pelo PMDB e venceu a eleição para senador em 1982.

## Resultado da eleição para governador
Segundo o Tribunal Regional Eleitoral de Mato Grosso do Sul foram apurados 505.291 votos nominais (91,29%), 33.371 votos em branco (6,03%) e 14.808 votos nulos (2,68%), resultando no comparecimento de 553.470 eleitores.
| Candidatos a governador do estado | Candidatos a vice-governador | Número | Coligação            | Votação | Percentual |
| --------------------------------- | ---------------------------- | ------ | -------------------- | ------- | ---------- |
| Wilson Martins PMDB               | Ramez Tebet PMDB             | 5      | PMDB (sem coligação) | 258.192 | 51,10%     |
| José Elias Moreira PDS            | Carlos Stefanini PDS         | 1      | PDS (sem coligação)  | 237.144 | 46,93%     |
| Wilson Fadul PDT                  | Nilo Ribas PDT               | 2      | PDT (sem coligação)  | 5.414   | 1,07%      |
| Antônio Carlos de Oliveira PT     | Antônio Cardoso PT           | 3      | PT (sem coligação)   | 4.541   | 0,90%      |
| Fontes:                           |                              |        |                      |         |            |

## Resultado da eleição para senador
Segundo o Tribunal Regional Eleitoral de Mato Grosso do Sul foram apurados 490.284 votos nominais (88,58%), 45.031 votos em branco (8,14%) e 18.155 votos nulos (3,28%), resultando no comparecimento de 553.470 eleitores.
| Candidatos a senador da República | Candidatos a suplente de senador               | Número | Coligação            | Votação | Percentual |
| --------------------------------- | ---------------------------------------------- | ------ | -------------------- | ------- | ---------- |
| Marcelo Miranda PMDB              | Francisco Leal de Queiroz PMDB                 | 52     | PMDB (em sublegenda) | 158.280 | 32,28%     |
| Italívio Coelho PDS               | -                                              | 13     | PDS (em sublegenda)  | 138.412 | 28,23%     |
| Mendes Canale PMDB                | Carlos Alberto Capiberibe Saldanha PMDB        | 51     | PMDB (em sublegenda) | 92.106  | 18,79%     |
| Valdomiro Gonçalves PDS           | -                                              | 11     | PDS (em sublegenda)  | 73.404  | 14,97%     |
| Walter de Castro PDS              | -                                              | 12     | PDS (em sublegenda)  | 18.869  | 3,85%      |
| Wilson Grunewaldt PDT             | William Maksoud PDT Aluysio Ferreira Alves PDT | 21     | PDT (sem coligação)  | 4.953   | 1,01%      |
| José Mirrha PT                    | Alberto Vilela de Jesus PT -                   | 32     | PT (sem coligação)   | 4.260   | 0,87%      |
| Fontes:                           |                                                |        |                      |         |            |

## Deputados federais eleitos
São relacionados a seguir apenas os candidatos eleitos com informações complementares da Câmara dos Deputados.

Representação eleita
  PMDB: 4
  PDS: 4

| Deputados federais eleitos | Partido | Votação | Percentual | Cidade onde nasceu | Unidade federativa |
| Levy Dias                  | PDS     | 65.122  |            | Aquidauana         | Mato Grosso do Sul |
| Plínio Martins             | PMDB    | 58.741  |            | Rio Brilhante      | Mato Grosso do Sul |
| Sérgio Cruz                | PMDB    | 45.704  |            | Salgueiro          | Pernambuco         |
| Saulo Queiroz              | PDS     | 38.138  |            | Guaíra             | São Paulo          |
| Ruben Figueiró             | PMDB    | 31.242  |            | Rio Brilhante      | Mato Grosso do Sul |
| Ubaldo Barém               | PDS     | 28.868  |            | Ponta Porã         | Mato Grosso do Sul |
| Harry Amorim               | PMDB    | 25.044  |            | Cruz Alta          | Rio Grande do Sul  |
| Albino Coimbra             | PDS     | 24.849  |            | Corguinho          | Mato Grosso do Sul |
| Fontes:                    |         |         |            |                    |                    |

## Deputados estaduais eleitos
São relacionados a seguir apenas os candidatos eleitos. Foram consultados também os arquivos da Assembleia Legislativa de Mato Grosso do Sul e do Tribunal Superior Eleitoral. 

Representação eleita
  PMDB: 12
  PDS: 12

| Deputados estaduais eleitos | Partido | Votação | Percentual | Cidade onde nasceu    | Unidade federativa |
| Gandi Jamil                 | PDS     | 38.120  |            | Ponta Porã            | Mato Grosso do Sul |
| Jonatan Barbosa             | PMDB    | 31.605  |            | Campo Grande          | Mato Grosso do Sul |
| Onevan de Matos             | PMDB    | 26.300  |            | Frutal                | Minas Gerais       |
| Roberto Orro                | PMDB    | 20.945  |            | Aquidauana            | Mato Grosso do Sul |
| Londres Machado             | PDS     | 38.120  |            | Rio Brilhante         | Mato Grosso do Sul |
| Akira Otsubo                | PMDB    | 16.689  |            | Mirandópolis          | São Paulo          |
| Valter Pereira              | PMDB    | 16.483  |            | Campo Grande          | Mato Grosso do Sul |
| Leite Schimidt              | PMDB    | 15.548  |            | Aquidauana            | Mato Grosso do Sul |
| Ayres Marques               | PMDB    | 15.387  |            | Ponta Porã            | Mato Grosso do Sul |
| Ivo Cersósimo               | PMDB    | 14.115  |            | Pompeia               | São Paulo          |
| Aniz Facher                 | PMDB    | 13.877  |            | Rio Negro             | Mato Grosso do Sul |
| Zenóbio dos Santos          | PDS     | 13.693  |            | Amambaí               | Mato Grosso do Sul |
| Walter Carneiro             | PDS     | 12.195  |            | Cuiabá                | Mato Grosso        |
| Benedito Leal               | PMDB    | 12.082  |            | Novo Horizonte do Sul | Mato Grosso do Sul |
| Daladier Agi                | PDS     | 10.527  |            | Paranaíba             | Mato Grosso do Sul |
| Nelson Trad                 | PDS     | 10.511  |            | Aquidauana            | Mato Grosso do Sul |
| Valdir Cardoso              | PDS     | 9.825   |            | Campo Grande          | Mato Grosso do Sul |
| Nelson Buainain             | PMDB    | 9.364   |            | Campo Grande          | Mato Grosso do Sul |
| Manfredo Corrêa             | PDS     | 8.722   |            | Fátima do Sul         | Mato Grosso do Sul |
| Cecílio Gaeta               | PMDB    | 8.562   |            | Cuiabá                | Mato Grosso        |
| Ary Rigo                    | PDS     | 7.537   |            | Passo Fundo           | Rio Grande do Sul  |
| Armando Anache              | PDS     | 7.032   |            | Corumbá               | Mato Grosso do Sul |
| Roberto Barros              | PDS     | 6.885   |            | Corumbá               | Mato Grosso do Sul |
| Artur Amaral                | PDS     | 6.495   |            | Rio Brilhante         | Mato Grosso do Sul |
| Fontes:                     |         |         |            |                       |                    |

## Eleições municipais
Em 1982 o estado de Mato Grosso do Sul possuía 64 municípios cabendo 32 prefeituras ao PDS e 18 ao PMDB enquanto 14 cidades eram administradas por prefeitos biônicos.